# Zenith (álbum de Molly Nilsson)
Zenith es el sexto álbum de estudio de la artista sueca de synth-pop Molly Nilsson, editado el 6 de noviembre de 2015, justo en coincidencia con el vigésimo aniversario del Windows 95, precisamente uno de los cortes de mayor difusión se llama "1995" que hace referencia al sistema operativo.

## Títulos
Nilsson consideró varios títulos para el álbum antes de decidirse finalmente por Zenith. Respecto al título, afirmó: "Me gusta [el álbum] como un pico, pero no en el sentido de que lo que venga antes o después no sea un pico; quería que fuera como un pico eterno".

## Composición
Molly Nilsson había terminado una versión del álbum en enero de 2015, pero después de dos meses de vacaciones, se dio cuenta de que "tenía que hacer un nuevo álbum". Luego terminó la segunda y última versión del álbum en junio de 2015, explicando que "necesitaba esa luz del sol en el álbum". Nilsson estima que la versión final es "probablemente un 75% nueva". En su lugar, ella amplio Zenith. Fue editado por Dark Skies Association en asociación con Night School en 2015. Se editó en CD y en tres ediciones de vinilo, una transparente, una blanca y otra azul oscuro.
Aficionada a viajar, Molly Nilsson dio un gran paso fuera de su zona de confort cuando viajó a la Argentina durante dos meses, lapso en el que grabó el EP Sólo Paraíso - The Summer Songs en 2014. Fue una especie de adelanto del sonido que tendría su próximo álbum de estudio.
En una entrevista dijo que para grabar cada álbum intenta conseguir un teclado diferente, ya que una vez terminado el mismo siente que el instrumento "ha quedado vacío". El teclado para Zenith lo adquirió en ebay por 25 dólares: "El teclado con el que hice Zenith, lo encontré en eBay, cuesta 25 euros y es realmente una mierda. [...] Me tomó un tiempo hasta que lo conocí y luego descubrí cómo aprovecharlo al máximo".

## Críticas
Zenith recibió críticas favorables por parte de la prensa especializada.
AllMusic destacó que "esta vez, el sonido es un poco más expansivo y un poco más elaborado", además agregó sobre la lírica general que "... cavar profundamente en las letras es gratificante para los conocedores de la más profunda melancolía" concluyendo que "Nilsson ha estado haciendo música muy prometedora desde hace mucho tiempo y Zenith es el momento en el que todo se junta". Además Tim Sendra, que escribe para AllMusic, calificó a Zenith como un "álbum emblemático" y "no muy lejos de [genio]", al tiempo que destacó su atractivo más amplio en comparación con álbumes anteriores.
Finnán Tobin, en su reseña para la revista TN2, afirmó que el álbum: "se siente tan sentido que uno no puede evitar estar enamorado" y señaló la canción "Bunny Club" como el "punto culminante definitivo del álbum". Además, destacó la "yuxtaposición" de la música "algo alegre" y el "lirismo cansado del mundo" de Nilsson. Joe Goggins de Loud and Quiet llamó a Zenith "un trabajo agradablemente cohesivo", pero criticó que "se siente un poco menos aventurero de lo que nos hemos acostumbrado gracias a Nilsson". Jonas Kiss, que escribe para la revista austriaca Skug, elogió la canción "1995", pero criticó la producción del álbum por ser "demasiado fluida" en comparación con los trabajos anteriores de Nilsson.
Esteban Cisneros señaló que Zenith "funciona como álbum y no sólo como colección de canciones", mientras que: "el título es apropiadísimo: a sus 30 años llegó a un punto en su vida y carrera en que hace lo que quiere, como quiere y cuando quiere. Y lo hace bien".

## Reconocimientos
- Zenith, 2016 nominado a "Mejor Álbum Pop" en los Premios Manifest.[13]

## Lista de canciones
Todas las canciones escritas y compuestas por Molly Nilsson. 
| Lado A |                                                |          |  |
| N.º    | Título                                         | Duración |  |
| 1.     | «The only planet»                              | 4:33     |  |
| 2.     | «1995»                                         | 4:41     |  |
| 3.     | «H.O.P.E.»                                     | 3:35     |  |
| 4.     | «Mountain time»                                | 4:30     |  |
| 5.     | «Bunny Club»                                   | 3:07     |  |
| 6.     | «Intermezzo: palimpsest galore» (Instrumental) | 3:45     |  |

| Lado B |                          |          |  |
| N.º    | Título                   | Duración |  |
| 7.     | «Happyness»              | 4:06     |  |
| 8.     | «Lovers are losers»      | 3:29     |  |
| 9.     | «Clearblue»              | 3:38     |  |
| 10.    | «My body»                | 4:13     |  |
| 11.    | «Titanic»                | 1:37     |  |
| 12.    | «Bus 194 (all there is)» | 1:45     |  |
| 13.    | «Tomorrow»               | 4:06     |  |

## Créditos
- Molly Nilsson: sintetizadores, voz, composición, arreglos y producción.
- No acreditado: saxofón.